# Mitothemma acuminata
Mitothemma acuminata là một loài bướm đêm trong họ Noctuidae.